# ヘニッジ・レッグ (1845年生)
オナラブル・ヘニッジ・レッグ大佐（Colonel The Honourable Heneage Legge、1845年7月3日 - 1911年11月1日）は、イギリスの軍人、保守党の政治家。
レッグは、第4代ダートマス伯爵ウィリアム・レッグの5男であり、父の後妻であった母オナラブル・フランシス (the Honourable Frances) は、第5代バリントン子爵ジョージ・バリントン (George Barrington, 5th Viscount Barrington) の娘であった。第5代ダートマス伯爵ウィリアム・レッグは異母兄であり、オーガスタス・レッグ師 (the Right Reverend Augustus Legge) は兄である。
レッグは、コールドストリームガーズで大尉となり、第9クイーンズ・ロイヤル槍騎兵連隊（9th Queen's Royal Lancers：現在の第9/12ロイヤル槍騎兵連隊 9th/12th Royal Lancers の前身のひとつ）で大佐となった。1900年イギリス総選挙 (United Kingdom general election, 1900) において、セント・ジョージズ・ハノーバー・スクエア選挙区 (St George's Hanover Square) から庶民院議員に選出された。レッグは、1906年1月の総選挙 (United Kingdom general election, 1906) でも再選されたが、1906年6月11日に（名目的な役職である）チルターン・ハンドレッズ執事 (Steward of the Chiltern Hundreds) に就任する形をとり、事実上辞任した。
レッグは1911年11月1日に、未婚のまま66歳で死去した。